# Le avventure di Abdi
Le avventure di Abdi è il quarto libro per bambini scritto dalla cantante pop Madonna e pubblicato nel 2004. Le illustrazioni sono di Olga Dugina e Andrej Dugin.

## Edizioni
- Madonna, Le avventure di Abdi, traduzione di Valeria Raimondi, collana Kids, Feltrinelli,  p. 36.